# Roman Jałoszyński
Roman Jałoszyński (ur. 31 marca 1949 w Łąkach Markowych) – polski lekkoatleta specjalizujący się w rzucie oszczepem. Absolwent warszawskiej AWF.
Rekord życiowy – 78,56 – pobił w Chorzowie 25 września 1977 roku. Reprezentował barwy MKS-u Włocławek (1965–1967), Kujawiaka Włocławek (1968) oraz Piasta Gliwice (1969–1980). Trzykrotny finalista mistrzostw Polski (8. miejsce w 1973, 6. miejsce w 1974 i 7. miejsce w 1975). Brat Zygmunta Jałoszyńskiego – oszczepnika, reprezentanta Polski, podpułkownika WP.

## Progresja wyników
| Rok           | 1965  | 1966  | 1967  | 1968  | 1968  | 1970  | 1971  | 1972  | 1973  | 1974  | 19753 | 1976  | 1977  | 1978  | 1979  | 1980  |
| Odległość (m) | 55,28 | 61,56 | 65,72 | 66,96 | 67,80 | 73,08 | 72,02 | 72,96 | 75,32 | 74,34 | 75,82 | 74,96 | 78,56 | 75,94 | 71,92 | 71,54 |